# Isabel Atkin
Isabel Atkin (* 21. Juni 1998 in Boston) ist eine britische (ehemals US-amerikanische) Freestyle-Skierin. Sie startet in den Disziplinen Slopestyle und Big Air.

## Werdegang
Atkin nimmt seit 2013 an Wettbewerben der FIS und der AFP World Tour teil. Dabei erreichte sie in der Saison 2012/13 bei der USSA Revolution Tour mit Platz drei im Slopestyle in Sun Valley, mit Platz zwei in der Halfpipe in Seven Springs und Platz eins im Slopestyle in North Star ihre ersten Podestplatzierungen. Bei den Snowboard-Juniorenweltmeisterschaften 2013 in Chiesa in Valmalenco wurde sie Neunte im Slopestyle. Zu Beginn der Saison 2013/14 debütierte sie in Cardrona im Freestyle-Skiing-Weltcup und belegte dabei den 21. Platz im Slopestyle. Im weiteren Saisonverlauf errang sie bei der USSA Revolution Tour in Seven Springs den zweiten Platz in der Halfpipe und den ersten Rang im Slopestyle. Ab der Saison 2014/15 startet sie für das Vereinigte Königreich. In der Saison 2014/15 kam sie jeweils im Slopestyle bei der USSA Revolution Tour in Mammoth auf den zweiten und bei den European Freeski Open in Laax auf den dritten Platz. In der folgenden Saison erreichte sie bei der SFR Freestyle Tour im Slopestyle in Val Thorens und in La Clusaz jeweils den zweiten Platz. Im Januar 2017 wurde sie bei den Winter-X-Games 2017 in Aspen Achte im Slopestyle. Anfang März 2017 holte sie im Slopestyle in Silvaplana ihren ersten Weltcupsieg und errang zum Saisonende den vierten Platz im Slopestyle-Weltcup.
Bei den Freestyle-Skiing-Weltmeisterschaften 2017 in der Sierra Nevada gewann Atkin die Bronzemedaille im Slopestyle, ebenso bei den Olympischen Winterspielen 2018 in Pyeongchang. Ende Januar 2018 holte sie bei den Winter-X-Games die Silbermedaille im Slopestyle. Im Weltcup kam sie in der Saison 2017/18 in Snowmass auf den dritten Platz und auf der Seiser Alm auf den zweiten Rang im Slopestyle und errang damit den neunten Platz im Slopestyle-Weltcup. Bei den Weltmeisterschaften 2019 in Park City gewann sie die Bronzemedaille im Big Air.

## Erfolge

### Olympische Spiele
- Pyeongchang 2018: 3. Slopestyle

### Weltmeisterschaften
- Sierra Nevada 2017: 3. Slopestyle
- Park City 2019: 3. Big Air

### Weltcupwertungen
| Saison  | Gesamt | Gesamt | Big Air | Big Air | Halfpipe | Halfpipe | Slopestyle | Slopestyle |
| Saison  | Platz  | Punkte | Platz   | Punkte  | Platz    | Punkte   | Platz      | Punkte     |
| ------- | ------ | ------ | ------- | ------- | -------- | -------- | ---------- | ---------- |
| 2013/14 | 168.   | 4      | -       | -       | 43.      | 4        | 43.        | 16         |
| 2014/15 | 70.    | 13,6   | -       | -       | -        | -        | 6.         | 68         |
| 2015/16 | 36.    | 33,8   | -       | -       | -        | -        | 6.         | 169        |
| 2016/17 | 23.    | 36,40  | 14.     | 45      | -        | -        | 4.         | 182        |
| 2017/18 | 56.    | 25,14  | -       | -       | -        | -        | 9.         | 176        |
| 2018/19 | 74.    | 15,4   | -       | -       | -        | -        | 16.        | 77         |
| 2019/20 | 83.    | 16     | 12.     | 60      | -        | -        | 16.        | 80         |

### Weltcupsiege
Atkin errang im Weltcup bisher fünf Podestplätze, davon 1 Sieg:
| Datum        | Ort        | Land    | Disziplin  |
| ------------ | ---------- | ------- | ---------- |
| 3. März 2017 | Silvaplana | Schweiz | Slopestyle |

### X-Games
- Winter-X-Games 2017: 8. Slopestyle
- Winter-X-Games 2018: 2. Slopestyle
- Winter-X-Games 2019: 5. Slopestyle
- Winter-X-Games 2020: 4. Slopestyle, 7. Big Air
- X-Games Norway 2020: 6. Slopestyle
- Winter-X-Games 2021: 2. Slopestyle, 6. Big Air